# Hydrophis ornatus
Espèce
Synonymes
- Aturia ornata Gray, 1842
- Hydrophis ornata (Gray, 1842)
- Hydrophis ornata ornata (Gray, 1842)
- Chitulia ornata (Gray, 1842)
- Hydrophis ornata ocellata Gray, 1849
- Hydrophis laevis Lütken, 1863
- Hydrophis ellioti Günther, 1864
- Hydrophis godeffroyi Peters, 1873
- Hydrophis ornata godeffroyi Peters, 1873
- Distira andamanica Annandale, 1905
- Distira mjobergi Lönnberg & Andersson, 1913

Statut de conservation UICN

 LC  : Préoccupation mineure
Hydrophis ornatus ou Hydrophide orné est une espèce de serpents marins de la famille des Elapidae.

## Répartition
Cette espèce marine se rencontre dans l'océan Indien et l'océan Pacifique occidental dans les eaux :
- des Émirats arabes unis, d'Oman, de l'Iran ;
- du Pakistan, de l'Inde, du Sri Lanka ;
- du Japon, de la République populaire de Chine, des Philippines, du Viêt Nam, de la Thaïlande, de la Malaisie, de l'Indonésie ;
- de la Papouasie-Nouvelle-Guinée, de l'Australie, des Salomon et de la Nouvelle-Calédonie.

## Description
Hydrophis ornatus mesure jusqu'à 115 cm. Cette espèce a la face dorsale grisâtre ou olive clair voire presque blanche avec de larges bandes sombres ou des taches en forme de losange séparées par de petits intervalles. Sa face ventrale est jaunâtre ou blanchâtre. 

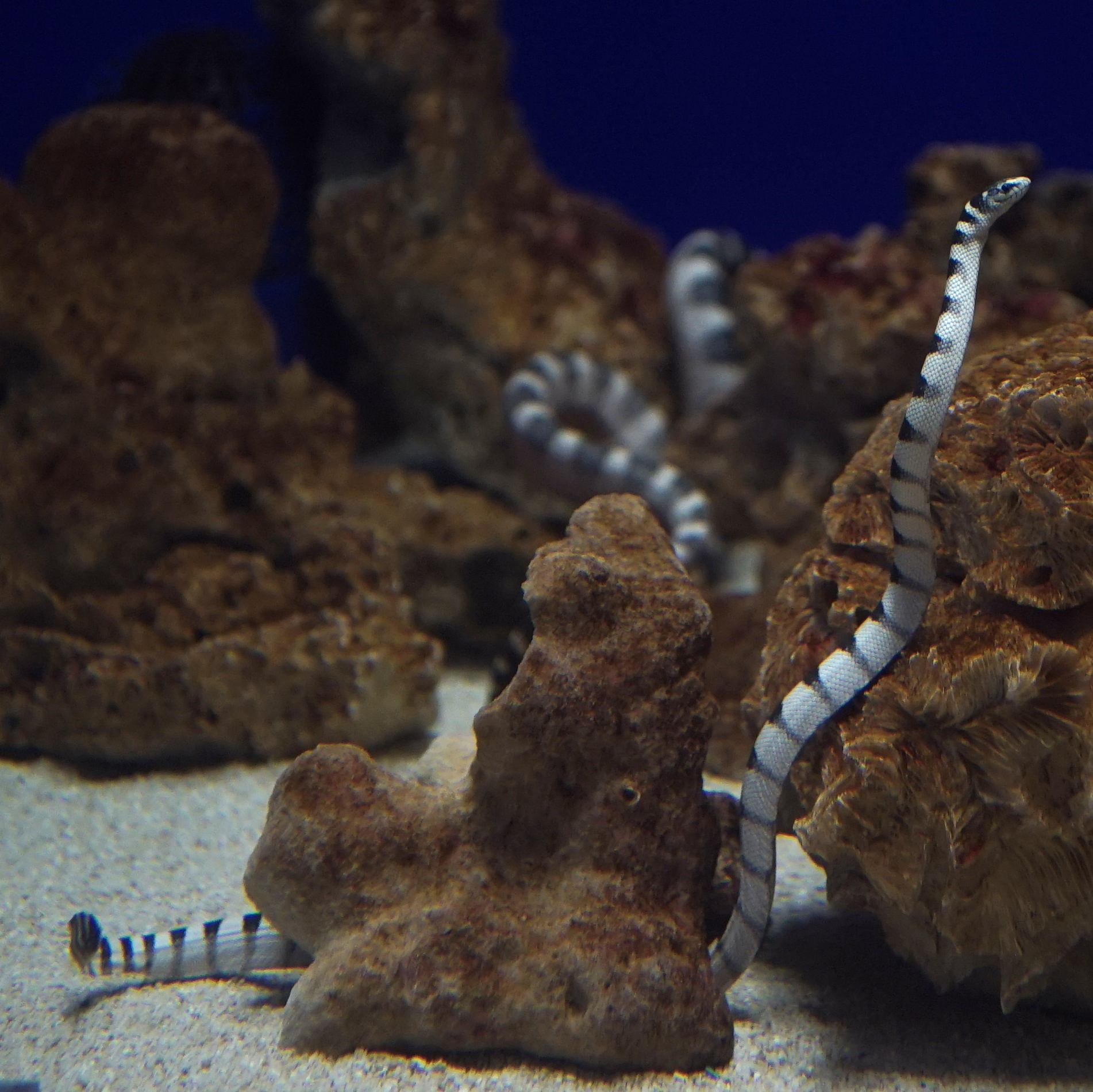

C'est un serpent marin venimeux considéré comme peu agressif mais dont la morsure est mortelle.
Il se déplace en eau libre dans les récifs coralliens et les zones sableuses alentour. Il peut plonger jusqu'à 50 m de profondeur pendant près de 2 heures. Il chasse aussi bien le jour que la nuit et se nourrit de poissons, en particulier de gobies, d'apogons, de petits rougets et de  poissons-chats.

## Liste des sous-espèces
Selon The Reptile Database (18 décembre 2013) :
- Hydrophis ornatus godeffroyi Peters, 1873
- Hydrophis ornatus maresinensis Mittleman, 1947
- Hydrophis ornatus ocellatus Gray, 1849
- Hydrophis ornatus ornatus (Gray, 1842)

## Publications originales
- Gray, 1842 : Monographic Synopsis of the Water Snakes, or the Family of Hydridae. The Zoological Miscellany, vol. 2, p. 59-68 (texte intégral).
- Gray, 1849 : Catalogue of the specimens of snakes in the collection of the British Museum, London, p. 1-125 (texte intégral).
- Mittleman, 1947 : Geographic variation in the sea snake, Hydrophis ornatus (Gray). Proceedings of the Biological Society of Washington, vol. 60, p. 1-8 (texte intégral).
- Peters, 1873 "1872" : Über den Hydrus fasciatus Schneider und einige andere Seeschlangen. Monatsberichte der Königlich Preussischen Akademie der Wissenschaften zu Berlin, vol. 1872, p. 848-861 (texte intégral).